# Yukiya Arashiro
Yukiya Arashiro (Ishigaki, 22 de setembro de 1984) é um ciclista japonês profissional desde 2006. Em 2009 alinhou pela equipa UCI Pro Team francesa Bouygues Télécom, no que correu até à temporada de 2015. Em 2016 compete com a equipa italiana Lampre-Merida, e atualmente corre com a equipa árabe Bahrain Merida.

## Equipas
- Cycle Racing Team Vang (2006)
- Nippo Corporation-Meitan Honpo (2007)
- Meitan Hompo-GDR (2008)
- Bouygues/Europcar (2009-2015)
  - Bouygues Télécom (2009-2010)
  - Team Europcar (2011-2015)
- Lampre-Merida (2016)
- Bahrain Merida (2017-)

## Resultados nas Grandes Voltas e Campeonatos do Mundo
| Carreira           | 2007 | 2008 | 2009 | 2010 | 2011 | 2012 | 2013 | 2014 | 2015 | 2016 | 2017 | 2018 | 2019 |
| ------------------ | ---- | ---- | ---- | ---- | ---- | ---- | ---- | ---- | ---- | ---- | ---- | ---- | ---- |
| Giro d'Italia      | -    | -    | -    | 93º  | -    | -    | -    | 127º | -    | -    | -    | -    | -    |
| Tour de France     | -    | -    | 129º | 112º | -    | 84º  | 99º  | 65º  | -    | 116º | 109º | -    | -    |
| Volta a Espanha    | -    | -    | -    | -    | -    | -    | -    | -    | 65°  | 106º | -    | -    | 110º |
| Mundial em Estrada | Ab.  | 77º  | Ab.  | 9º   | -    | -    | -    | Ab.  | 17º  | 35º  | 46º  | -    | Ab.  |

-: não participa

Ab.: abandono

## Palmarés

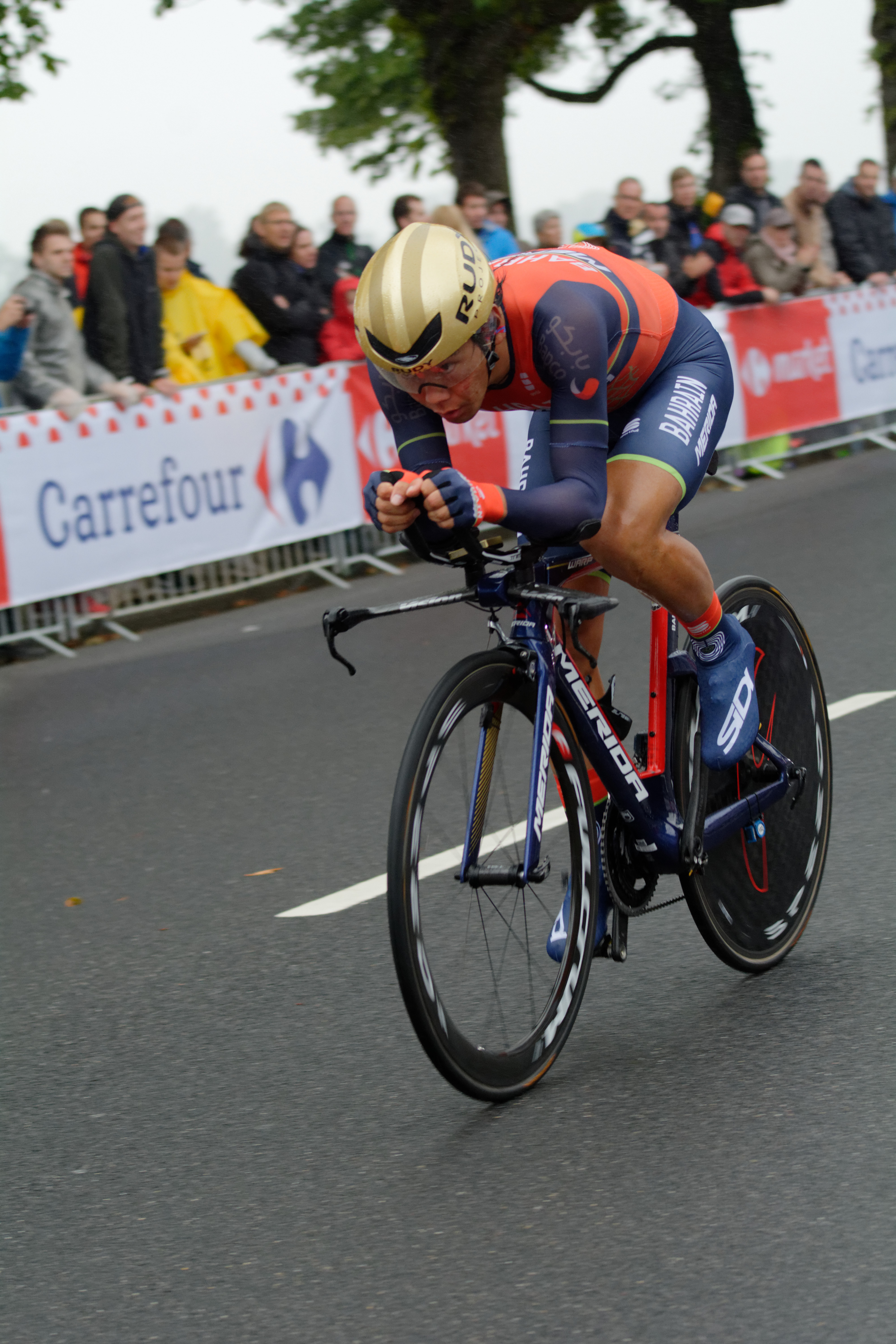
Tour de France de 2017

| 2007 - 1 etapa do Tour de Japão - Campeonato do Japão em Estrada - 1 etapa do Tour de Hokkaido 2008 - 1 etapa do Tour de Japão - 1 etapa do Tour de Limusino - 1 etapa do Tour de Hokkaido - Tour de Okinawa, mais 2 etapas - 3º no Campeonato Asiático Contrarrelógio 2011 - Campeonato Asiático em Estrada - 2º no Campeonato do Japão em Estrada | 2012 - Tour de Limusino 2013 - Campeonato do Japão em Estrada 2016 - 2º no Campeonato Asiático em Estrada - 1 etapa do Tour de Japão 2018 - Tour de Taiwán - 2º no Campeonato do Japão em Estrada |